# Tây Lương (xã)
Tây Lương là một xã thuộc huyện Tiền Hải, tỉnh Thái Bình, Việt Nam.

## Địa lý - Hành chính
Xã nằm về phía Tây bắc huyện Tiền Hải. Phía Bắc giáp sông Trà Lý, có con cầu sang huyện Thái Thụy, tuyến đi dài 1.000 mét từ cống Đại Hoàng (gốc Ruối) đến cống Lương Phú đường 39B; phía Nam giáp thị trấn Tiền Hải, kéo dài đến sông Hàng Huyện; phía Đông giáp xã Đông Quý và Tây Ninh; phía Tây giáp sông Hàng Huyện, bên kia là xã Vũ Lăng.
Xã Tây Lương có tổng diện tích đất tự nhiên là 634,54 ha, trong đó diện tích đất canh tác có 365,684 ha (chủ yếu là đất hai lúa, còn đất màu chiếm 6,916 ha).
Dân số xã hiện có 7.015 người, gồm 1.780 hộ, trong đã 6.732 khẩu nông nghiệp.

## Lịch sử
Địa bàn xã Tây Lương trước kia là vùng bãi mới được bồi tô, lau lác mọc đầy, đất đai chua mặn, việc trồng cấy gặp rất nhiều khó khăn. Những cư dân đầu tiên đến đây lập thành những ấp, trại lẻ và sống chủ yếu bằng nghề trồng lúa nước (riêng thôn Nghĩa có nghề bắt tôm, cá thủ công - nội đồng). Thiên nhiên nhiều ưu đãi nhưng cũng vô cùng khắc nghiệt, lại thêm bọn cướp biển ngày đêm cướp phá quấy nhiễu.
Vào khoảng XVI, các làng Đại Hoàng, Lương Phú, Tam Đồng được thành lập bởi những người lưu dân khẩn hoang lập ấp. Về sau các làng được hợp thành tổng Đại Hoàng, huyện Chân Định, trấn Sơn Nam. Đến năm Mậu Tý 1828 (Minh Mạng năm thứ 9), Doanh điền sứ Nguyễn Công Trứ cho lập huyện Tiền Hải. Từ đó tổng Đại Hoàng thuộc huyện Tiền Hải, phủ Kiến Xương, trấn Sơn Nam (đến năm 1831 - 1832, Minh Mạng đổi thành tỉnh Nam Định).
Sau Cách mạng tháng 8, tháng 3 năm 1946, chính quyền Việt Nam Dân chủ Cộng hòa cho hợp nhất các làng Lương Phú, Trà Lý, Tam Đồng thành xã Duy Tân; các thôn Thượng, Hiên, Nghĩa (làng Đại Hoàng) thành xã Đại Hoàng. Đầu năm 1947, các xã Duy Tân, Đại Hoàng và Tân Định (nay là xã Tây Ninh) hợp nhất thành xã Hưng Đạo. Đến năm 1955, xã Hưng Đạo lại tách ra, thôn Trà Lý chuyển về xã Đông Quý, các thôn Lạc Thành, Đại Hữu, Vĩnh Ninh là xã Tây Ninh. Các thôn Lương Phú, Tam Đồng, thôn Nghĩa, các xóm trại Hoàn Khê, Nhượng Bạn và Trung Tiến hợp nhất thành xã Tây Lương. Các thôn Thượng và thôn Hiên sáp nhập với thôn An Khang thành xã Tây Đô. Không lâu sau, thôn Thượng và thôn Hiên được nhập trở lại vào xã Tây Lương.
Năm 1977, thôn Tam Đồng chuyển về xã Vũ Lăng theo Quyết định 1.507 ngày 18/12/1976 của Hội đồng Bộ trưởng. Xã Tây Lương còn lại 5 thôn là thôn Thượng, Hiên, Nghĩa, Trung Đồng (sau đổi thành thôn Trung Tiến) và Lương Phú ổn định đến ngày nay.

## Giao thông
Chạy dọc theo hướng Bắc - Nam của xã (từ cầu Trà Lý đến xã Tây Sơn) là đường 39B dài 4 km. Ngoài ra xã còn có ba trục đường chính:
- Một đường từ thôn Thượng qua thôn Hiên kéo dài đến sông Hàng Huyện.
- Một đường từ thôn Nghĩa (đường 39) với đường dọc thôn đi Trung Tiến.
- Trục đường thứ ba từ đường 39B chạy dọc Lương Phú đến cống Đại Hoàng (gốc Ruối).

Bên cạnh các Trục đường chính, trong các thôn, xóm còn có hệ thống đường xương cá, tạo thuận lợi cho việc giao thông đi lại của nhân dân trong xã.